# چن یونگچیانگ (تیرانداز)
چن یونگچیانگ (انگلیسی: Chen Yongqiang؛ زادهٔ ۳ اکتبر ۱۹۷۴) تیرانداز اهل چین بود. وی در بازی‌های المپیک تابستانی ۲۰۰۴ حضور داشته‌است.